# Сикхская справочная библиотека
Сикхская справочная библиотека была хранилищем более 1500 редких рукописей, расположенных в Хармандир-Сахиб (Золотом храме) в Амритсаре, Пенджаб, который был разрушен во время операции «Голубая звезда». В 1984 году содержимое библиотеки было конфисковано Центральным бюро расследований (CBI), а пустое здание якобы сожжено дотла индийской армией. В последние годы Комитет Широмани Гурдвара Парбандхак (SGPC) пытался вернуть разграбленные материалы, но важные экспонаты так и не были найдены. На сегодняшний день статус библиотечных рукописей и артефактов неясен; подавляющее большинство из них остаётся в руках правительства, было возвращено несколько канцелярских файлов и паспортов, а целых 117 предметов были уничтожены как «крамольные» материалы.

## Начало
Сикхская справочная библиотека была учреждена постановлением Комитета Широмани Гурдвара Парбандхак от 27 октября 1946 года. Библиотека была основана на собрании Сикхского исторического общества под председательством принцессы Бамбы 10 февраля 1945 года в колледже Халса в Амритсаре, на котором была основана Центральная сикхская библиотека. Затем Центральная сикхская библиотека была преобразована в Сикхскую справочную библиотеку.

## Исторические материалы
До разрушения в библиотеке хранились редкие книги и рукописи, посвященные религии, истории и культуре сикхов. В библиотеке также содержались рукописные манускрипты Гуру Грантх Сахиб и Хукмнамас с автографами сикхских гуру. В библиотеке также хранились документы, связанные с Движением за независимость Индии.

## Разрушение
Согласно официальному документу индийской армии об операции «Голубая звезда», библиотека была разрушена в ночь на 5 июня 1984 года в разгар перестрелки. Однако, по словам Витхала Таркунде, библиотека ещё не пострадала 6 июня, когда армия взяла под свой контроль Золотой храм, и фактически была сожжена армией в какой-то момент с 6 по 14 июня. Хотя индийская армия утверждала, что содержимое библиотеки было полностью уничтожено 5 июня, SGPC опровергает эту версию событий. Используя показания свидетелей, Комитет утверждал, что материалы из библиотеки были доставлены в мешках на военном грузовике в Молодёжный клуб Амритсара, временный офис Центрального бюро расследований, а пустая библиотека была впоследствии сожжена армией. В этом месте Центральное бюро расследований каталогизировало материалы до сентября 1984 года, когда в свете сикхского конгресса, проходившего в городе, содержимое библиотеки было перемещено в неизвестное место.

## Сокрытие информации
В 2003 году Ранджит Нанда, бывший инспектор Центрального бюро расследований, стал информатором и показал, что он был частью группы из пяти человек, которые тщательно изучили документы во временном офисе CBI в Молодёжном клубе Амритсара. Он сообщил, что должностные лица его ведомства «отчаянно искали предполагаемое письмо, написанное Индирой Ганди, тогдашним премьер-министром, Джарнаилу Сингху Бхиндранвалу», и сообщил, что видел письма других лидеров, адресованные Сант Джарнаил Сингх Джи Халса Бхиндранвалу. Манджит Калькутта, бывший секретарь Комитета SGPC, подтвердил версию событий Нанды, но далее утверждал, что армия подожгла библиотеку «в отчаянии, когда ей не удалось найти письмо». Нанда далее подтвердил версию событий SGPC, описав, как после проверки каждой книги и рукописи представители Центрального бюро расследований упаковали документы в 165 пронумерованных мешков и упаковали материалы в ожидающие армейские машины из-за встречи сикхских религиозных лидеров, проходящей в то время. Он также показал письмо своего начальства, в котором хвалили его работу «во время изучения документов из SGPC».

## Усилия по возврату материала
С 1988 года Комитет SGPC писал в центральное правительство с просьбой вернуть материалы, взятые Центральным бюро расследований, но получила только незначительные офисные файлы.
23 мая 2000 года Джордж Фернандес написал секретарю SGPC Гурбачану Сингху Бачану, в котором признал, что индийская армия забрала книги и другие документы из справочной библиотеки сикхов и передала их Центральному бюро расследований. Он попросил его передать дело в Министерство кадров, государственных жалоб и пенсий, к юрисдикции которого относится CBI.
Во время визита в Джаландхар Фернандес объявил, что CBI уничтожило 117 «крамольных» документов из материалов, взятых из Справочной библиотеки сикхов.
25 марта 2003 года Абдул Калам заверил, что книги, документы и рукописи будут возвращены; однако он не предпринял никаких дальнейших действий.
26 апреля 2004 года Верховный суд Пенджаба и Харьяны приказал центральному правительству, правительству Пенджаба и Центральному бюро расследований вернуть «ценные вещи, книги, Священные Писания, картины и т. д., которые были изъяты из Золотого Храма во время операции «Голубая звезда» в 1984 году».
В феврале и мае 2009 года министр обороны Индии Аракапарамбил Энтони заявил в парламенте, что у индийской армии больше нет материалов, взятых из библиотеки. Различные члены парламента и SGPC критиковали его за «введение парламента в заблуждение».